# Ian Botham
Ian Terence Botham, Baron Botham, Kt, OBE (* 24. November 1955 in Heswall, Merseyside) ist ein ehemaliger englischer Cricketspieler und heutiger Radio- und Fernseh-Kommentator von internationalen Cricketmatches. Aufgrund seiner Erfolge gilt er als Sportlegende.

## Sportliche Karriere

### Cricket

#### County Championship
Botham spielte von 1974 bis 1993 in der englischen County Championship für Somerset, Worcestershire und Durham. In der Saison 1986/87 spielte er außerdem in Australien für Queensland. In seiner Mannschaft war er All-rounder, wurde also sowohl als Batsman (Schläger) als auch als Bowler (Werfer) eingesetzt. Insgesamt hatte er 402 Einsätze in First-Class Matches sowie 470 Einsätze in One-Day Matches. 1986 wurde er wegen Cannabis-Konsums für 63 Tage gesperrt.

#### Internationale Karriere
Sein erstes Test Match spielte Botham 1977. In insgesamt 102 Test Matches für England, die sich über einen Zeitraum von 15 Jahren erstreckten, erzielte er 14 Centuries und 383 Wickets. Insbesondere in der ersten Hälfte seiner Karriere waren seine Statistiken derart gut, dass er auch als spezialisierter Batsman oder Bowler aufgestellt worden wäre. Die zweite Hälfte seiner Karriere fällt dagegen deutlich ab, was zum Teil auf eine Rückenverletzung zurückzuführen ist, die seine Wurfgeschwindigkeit erheblich reduzierte.
In 12 Test Matches war er Kapitän der englischen Mannschaft, ohne allerdings nennenswerte Erfolge erzielen zu können.
Ferner spielte er von 1976 bis 1992 in 116 One-Day Internationals für England.
Botham hält eine Reihe von Rekorden. Seinen Rekord für die meisten Wickets im Test Cricket für England verlor er nach 23 Jahren an James Anderson.

#### Botham´s Ashes
In der Ashes-Serie 1981 wurde Botham zur Legende. Nach einer Niederlage und einem Remis in den ersten beiden Spielen legte er das Amt des Mannschaftskapitäns nieder, nachdem er im letzten Spiel in zwei Innings keinen einzigen Run erzielt hatte.
Im dritten Spiel, welches in Headingley gespielt wurde, lag das englische Team hoffnungslos zurück (die Wetten standen 1-500), als Botham das Spiel mit einem Innings von 149 Runs drehte und England doch noch gewann. Das Match erhielt einen derartigen Grad von Aufmerksamkeit in der Öffentlichkeit, dass selbst das House of Commons seine Sitzung unterbrach und der Mannschaft seine Glückwünsche übermittelte.
Im nächsten Spiel waren die Engländer erneut in einer schwierigen Lage, ehe Botham in einem bowling spell von 28 Bällen fünf australische Wickets bei nur einem Run des Gegners erzielte und seinem Team den Sieg bescherte. Im nächsten Spiel erzielte er ein Century. Insgesamt erzielte er in der Test-Serie 399 Runs und 34 Wickets. England gewann mit 3-1 bei zwei Remis.

### Fußball
Botham war auch ein guter Fußballspieler. Vor Beginn seiner Cricketkarriere hatte er auch ein Angebot von Crystal Palace vorliegen. In den frühen 1980er Jahren spielte er in 14 Begegnungen (11 Liga- und 3 Pokalspiele) für den damals viertklassigen Verein Scunthorpe United, sowie 1984/85 für Yeovil Town in der fünftklassigen Football Conference (10/1 in der Liga, 2/1 in Pokalspielen).

## Privatleben
Botham ist seit 1976 verheiratet. Er hat zwei Töchter und einen Sohn. Letzter hat ebenfalls First Class Cricket, hauptsächlich jedoch Rugby Union und Rugby League jeweils in der ersten Liga gespielt.
Botham setzt sich seit vielen Jahren intensiv, insbesondere durch Langstrecken-Märsche, für die Wohltätigkeitsorganisation „Leukaemia Research“ ein, die es sich zur Aufgabe gemacht hat, die Forschung auf dem Gebiet der Leukämie und ähnlicher Krankheiten zu unterstützen. Botham hat schon mehr als 10 Millionen Pfund für die Organisation eingeworben, deren Präsident er ist.

## Ehrungen
1978 war Botham einer der fünf Wisden Cricketers of the Year. 1981 wurde er zum Sportler des Jahres im Vereinigten Königreich gewählt; dieselbe Ehrung erhielt er 2004 nochmals für sein Lebenswerk.
Botham wurde wegen seiner Verdienste um den Cricketsport sowie wegen seines Einsatzes für wohltätige Zwecke 1992 als Officer in den Order of the British Empire aufgenommen, 2007 wurde er deshalb von Königin Elisabeth II. zum Knight Bachelor geschlagen.
Am 10. September 2020 wurde er als Baron Botham, of Ravensworth in the County of North Yorkshire, zum Life Peer erhoben und ist dadurch seither Mitglied des House of Lords. Am 5. Oktober 2020 erfolgte seine feierliche Einführung ins House of Lords, er gehört dort der parteilosen Fraktion der Crossbencher an.
Im August 2021 wurde er als Handelsbotschafter für Australien ernannt.